# Чебаково (Чувашия)
Чеба́ково (чув. Ирҫе) — село в Ядринском районе Чувашской Республики России. Административный центр Чебаковского сельского поселения.

## География
Село находится в северо-западной части Чувашии, в пределах Чувашского плато, в зоне хвойно-широколиственных лесов, к востоку от реки Суры, на расстоянии примерно 9 километров (по прямой) к северо-востоку от города Ядрина, административного центра района. Абсолютная высота — 165 метров над уровнем моря.
Расстояние до Чебоксар 72 км.

## История

### Легенда
Об основании села Чебаково (в начале 18 века) мы знаем из легенды, в которой говорится, что в эти места поднялась по реке Сура группа родственников, их было трое. Одного звали Мурза, другого — Сибекей, третьего — Сарра. От этих имён образовались и названия селений. Это Мурзакасы (2 Чебаково), Сибекейкино (1 Чебаково) и Сарра — Саръял (Сареево).
Сохранилось ещё одно предание об основании села Чебаково, эти предания использованы историком, профессором В. Д. Димитриевым в книгах «Чувашские исторические легенды». В. Д. Димитриев пишет: 
В старину жили на месте горда марийцы и чуваши, были там татары. Из марийцев был богач витязь Чебак, а из чувашей богач Ядрый. От Чебака гора близ Ядрина получила название Чебаковский. Когда горожане вытеснили прежних жителей за Суру, то Чебак поселился за Сурой, и на этом месте теперь село «Чебаково».
В XIX — начале XX веков состояло из 2-х околотков.
Утверждено 2 февраля 1965 года в составе: Первое Чебаково, Второе Чебаково.
В составе ОАО АПК «Чебаково» (2010 год).

### Климат
Климат характеризуется как умеренно континентальный, с продолжительной морозной зимой и тёплым летом. Среднегодовая температура воздуха — 2,9 °С. Средняя температура воздуха самого тёплого месяца (июля) — 18,6 °C (абсолютный максимум — 38 °C); самого холодного (января) — −13 °C (абсолютный минимум — −44 °C). Безморозный период длится около 148 дней. Среднегодовое количество атмосферных осадков составляет 513 мм, из которых 357 мм выпадает в период с апреля по октябрь

### Часовой пояс
Село Чебаково, как и вся Чувашия, находится в часовой зоне МСК (московское время). Смещение применяемого времени относительно UTC составляет +3:00.

## Население

### Число дворов и жителей
- 1747 год — 105 муж.;
- 1795 год — 165 муж., 177 жен.;
- 1858 год — (в составе 2 околотков: Мурзакасы и Себикейкин) — 337 муж., 365 жен.;
- 1897 год — 616 муж., 588 жен.;
- 1906 год — 243 двора, 659 муж., 669 жен.;
- 1926 год — Первое Ч.: 164 двора, 385 муж., 419 жен., Второе Ч.: 167 дворов, 369 муж., 406 жен.;
- 1939 год — Первое Ч.: 322 муж., 420 жен., Второе Ч.: 381 муж., 458 жен.;
- 1979 год — 485 муж., 672 жен.;
- 2002 год — 312 дворов, 816 чел.: 391 муж., 425 жен.

| 2010 | 2012 |
| ---- | ---- |
| 722  | ↗852 |

### Половой состав
По данным Всероссийской переписи населения 2010 года в гендерной структуре населения мужчины составляли 48,1 %, женщины — соответственно 51,9 %.

### Национальный состав
Проживают чуваши, русские.
Согласно результатам переписи 2002 года, в национальной структуре населения чуваши составляли 99 % из 816 чел.

## Инфраструктура
Имеются:
- школа,
- офис врача общей практики,
- клуб,
- библиотека,
- отделение связи,
- музей,
- спортплощадка,
- 3 магазина,
- кафе.